# Lafoea annulata
Lafoea annulata är en nässeldjursart som beskrevs av Watson 2003. Lafoea annulata ingår i släktet Lafoea och familjen Lafoeidae.
Artens utbredningsområde är Södra Ishavet. Inga underarter finns listade i Catalogue of Life.